# 숀 오케이시

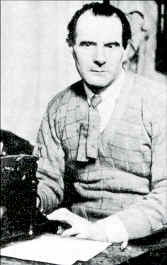
숀 오케이시

숀 오케이시(Seán O'Casey, 아일랜드어: Seán Ó Cathasaigh 산 오 카하시[ˈʃaːn̪ˠ oː ˈkahəsˠiː], 1880년 3월 30일 ~ 1964년 9월 18일)는 아일랜드의 극작가다.
더블린의 빈민공동주택에서 태어나 15세 때부터 부두의 인부, 도로인부 등 일당(日當)을 받는 노동에 종사했으며, 한때는 혁명군에도 가담했다. 그는 이 체험을 살려서 도시의 빈민생활이나 혁명운동을 소재로 하고 있는데, 이것은 아일랜드극에서 종래 볼 수 없었던 특징의 하나다. 풍부한 언어, 성격에 대한 날카로운 안목, 극적 소재(劇的素材)의 폭넓은 파악력이란 점에서 싱을 능가하는 귀재이다.
출세작으로는 1923년 애비극장에서 초연(初演)한 <의용군의 그림자>로서, 몽상가(夢想家)이기도 한 혁명가가 뜻하지 않게 순진한 처녀를 죽음으로 인도하는 모습을 그린 것이다. 아일랜드의 혁명을 배경으로 한 <주노와 공작(孔雀)>(1924)은 희비극(喜悲劇)의 요소를 구별하기 힘들 만큼 교묘하게 섞은 소시민의 비극으로서 1926년에 문학상을 받았다. 다음 작품인 <쟁기와 별>(1926)은 더블린 폭동을 취재한 것으로서 작가의 시야가 한층 더 깊고 넓어져 현대문명의 병폐에까지 파고든 느낌이 있다. <은배(銀盃)>(1928)는 표현파(表現派)의 스타일이 도입되어 통렬한 풍자를 지닌 반전적(反戰的)인 걸작이다. 이 표현파 수법을 더욱 발전시킨 것으로서 <하이드 파크 안에서>라는 작품이 있다. 그 후 파시즘·커뮤니즘·가톨릭시즘의 세 가지 힘을 더블린의 제네스트를 배경으로 해서 그려낸 <별은 붉어진다>(1940)나 <우리를 위한 붉은 장미>(1943)와 같은 우화극(寓話劇)과 비슷한 것도 있다.